# 古賀太陽
古賀 太陽（こが たいよう、1998年10月28日 - ）は、千葉県浦安市出身のプロサッカー選手。Jリーグ・柏レイソル所属。ポジションはディフェンダー（センターバック、左サイドバック）。日本代表。

## 来歴

### プロ入り前
小学生時代から柏レイソルのアカデミーに所属。U-18に昇格した2014年には高校1年生ながら左サイドバックのレギュラーポジションを掴み、クラブ史上初の高円宮杯U-18サッカーリーグ プレミアリーグEAST優勝に貢献した。高校3年時の2016年はチームの主将に就任し、5月にトップチームに2種登録された。

### 柏レイソル
2017年、トップチームへ昇格。3月4日のJ1第2節ガンバ大阪戦でプロデビューを果たした。8月26日、第24節のアルビレックス新潟戦では本職ではない中盤に抜擢された。9月20日、天皇杯4回戦のガンバ大阪戦でプロ入り初ゴールを決めた。

### アビスパ福岡
2018年6月18日、アビスパ福岡に育成型期限付き移籍で加入することが発表された。J2第21節のFC町田ゼルビア戦で3バックの一角として先発出場を果たした。

### 柏レイソル復帰
2019年、移籍期間満了により柏に復帰。4月3日、第7節のV・ファーレン長崎戦でJリーグ初得点を決めた。
2023年、昨年までチームキャプテンを務めていた大谷秀和が現役引退をしたため、チームキャプテンへの就任が決定した。

### 日本代表
2019年12月にEAFF E-1サッカー選手権2019に出場する日本代表に初選出され、12月14日の香港戦で代表初出場を果たした。

## 人物
- 名前の「太陽」は、「周りを明るく照らす存在になってほしい」という両親の願いからつけられたもの[13]。柏レイソルのチーム名“レイソル（Reysol）”はスペイン語で「太陽王」を意味することから、トップチーム昇格時には「名前も太陽で、レイソルも太陽なので、レイソルの太陽のような存在になりたい」とコメントした[13][14]。
- 両足ともにキック精度が高く、左サイドバックとしてプレーする機会が多かったため、柏の下部組織時代は左利きと勘違いされることもあったが、登録上は右利きである[1][4][15]。

## 所属クラブ
- 舞浜FCファルコンズ（浦安市立舞浜小学校）
- 2008年 - 2010年 柏レイソルU-12（浦安市立舞浜小学校）
- 2011年 - 2013年 柏レイソルU-15（浦安市立堀江中学校）
- 2014年 - 2016年 柏レイソルU-18（日本体育大学柏高等学校）
  - 2016年  柏レイソル（2種登録選手）
- 2017年 -  柏レイソル
  - 2018年6月 - 同年12月  アビスパ福岡（育成型期限付き移籍）

## 個人成績
| 国内大会個人成績 | 国内大会個人成績 | 国内大会個人成績 | 国内大会個人成績 | 国内大会個人成績 | 国内大会個人成績 | 国内大会個人成績 | 国内大会個人成績 | 国内大会個人成績 | 国内大会個人成績 | 国内大会個人成績 | 国内大会個人成績 |
| 年度             | クラブ           | 背番号           | リーグ           | リーグ戦         | リーグ戦         | リーグ杯         | リーグ杯         | オープン杯       | オープン杯       | 期間通算         | 期間通算         |
| 年度             | クラブ           | 背番号           | リーグ           | 出場             | 得点             | 出場             | 得点             | 出場             | 得点             | 出場             | 得点             |
| 日本             | 日本             | 日本             | 日本             | リーグ戦         | リーグ戦         | リーグ杯         | リーグ杯         | 天皇杯           | 天皇杯           | 期間通算         | 期間通算         |
| ---------------- | ---------------- | ---------------- | ---------------- | ---------------- | ---------------- | ---------------- | ---------------- | ---------------- | ---------------- | ---------------- | ---------------- |
| 2017             | 柏               | 26               | J1               | 9                | 0                | 5                | 0                | 2                | 1                | 16               | 1                |
| 2018             | 柏               | 26               | J1               | 0                | 0                | 0                | 0                | 0                | 0                | 0                | 0                |
| 2018             | 福岡             | 26               | J2               | 21               | 0                | -                | -                | 0                | 0                | 21               | 0                |
| 2019             | 柏               | 4                | J2               | 37               | 2                | 4                | 0                | 1                | 0                | 42               | 2                |
| 2020             | 柏               | 4                | J1               | 33               | 0                | 5                | 0                | -                | -                | 38               | 0                |
| 2021             | 柏               | 4                | J1               | 37               | 0                | 3                | 1                | 1                | 0                | 41               | 1                |
| 2022             | 柏               | 4                | J1               | 32               | 0                | 2                | 0                | 3                | 0                | 37               | 0                |
| 2023             | 柏               | 4                | J1               | 33               | 0                | 6                | 0                | 5                | 0                | 44               | 0                |
| 2024             | 柏               | 4                | J1               | 37               | 1                | 1                | 0                | 3                | 0                | 41               | 1                |
| 2025             | 柏               | 4                | J1               |                  |                  |                  |                  |                  |                  |                  |                  |
| 通算             | 日本             | 日本             | J1               | 181              | 1                | 22               | 1                | 14               | 1                | 217              | 3                |
| 通算             | 日本             | 日本             | J2               | 58               | 2                | 4                | 0                | 1                | 0                | 63               | 2                |
| 総通算           | 総通算           | 総通算           | 総通算           | 239              | 3                | 26               | 1                | 15               | 1                | 280              | 5                |

- 2016年は2種登録選手（公式戦出場なし）

### 出場歴
- 公式戦・Jリーグ初出場 - 2017年3月4日 J1第2節・ガンバ大阪戦（日立柏サッカー場）
- 公式戦初得点 - 2017年9月20日 第97回天皇杯4回戦・ガンバ大阪戦（市立吹田サッカースタジアム）
- Jリーグ初得点 - 2019年4月3日 J2第7節・V・ファーレン長崎戦（三協フロンテア柏スタジアム）

## タイトル

### クラブ
柏レイソルU-18
- 高円宮杯U-18サッカーリーグ プレミアリーグ EAST：1回（2014年）

柏レイソル
- J2リーグ：1回（2019年）

### 代表
- EAFF E-1サッカー選手権：1回（2025年）

## 代表歴
- U-15日本代表
  - AFC U-16選手権2014 (予選)（2013年）
- U-16日本代表
  - カスピアンカップ（2013年）
- U-19日本代表
  - SBSカップ 国際ユースサッカー（2016年）
- U-20日本代表
  - AFC U-23選手権2018 (予選)（2017年）
- U-21日本代表
  - AFC U-23選手権（2018年）
- U-22日本代表
  - トゥーロン国際大会（2019年）
  - ブラジル遠征（2019年）
- U-23日本代表
  - AFC U-23選手権（2020年）
- U-24日本代表
  - SAISON CARD CUP 2021（2021年）
- 日本代表
  - EAFF E-1サッカー選手権（2019年、2025年）

### 試合数
- 国際Aマッチ 3試合 0得点（2019年 - ）

|-
| 日本代表 | 国際Aマッチ | 国際Aマッチ |
| 年       | 出場        | 得点        |
| -------- | ----------- | ----------- |
| 2019     | 1           | 0           |
| 2025     | 2           | 0           |
| 通算     | 3           | 0           |

### 出場
| No. | 開催日         | 開催都市 | スタジアム         | 対戦国 | 結果 | 監督   | 大会                       |
| --- | -------------- | -------- | ------------------ | ------ | ---- | ------ | -------------------------- |
| 1.  | 2019年12月14日 | 釜山     | 釜山九徳スタジアム | 香港   | ○5-0 | 森保一 | EAFF E-1サッカー選手権2019 |
| 2.  | 2025年7月8日   | 龍仁     | 龍仁ミルスタジアム | 香港   | ○6-1 | 森保一 | EAFF E-1サッカー選手権2025 |
| 3.  | 2025年7月15日  | 龍仁     | 龍仁ミルスタジアム | 韓国   | ○1-0 | 森保一 | EAFF E-1サッカー選手権2025 |